# Micromyzella judenkoi
Micromyzella judenkoi är en insektsart som först beskrevs av Mary Carver 1965.  Micromyzella judenkoi ingår i släktet Micromyzella och familjen långrörsbladlöss. Inga underarter finns listade i Catalogue of Life.